# St. Sebastian (Halsheim)

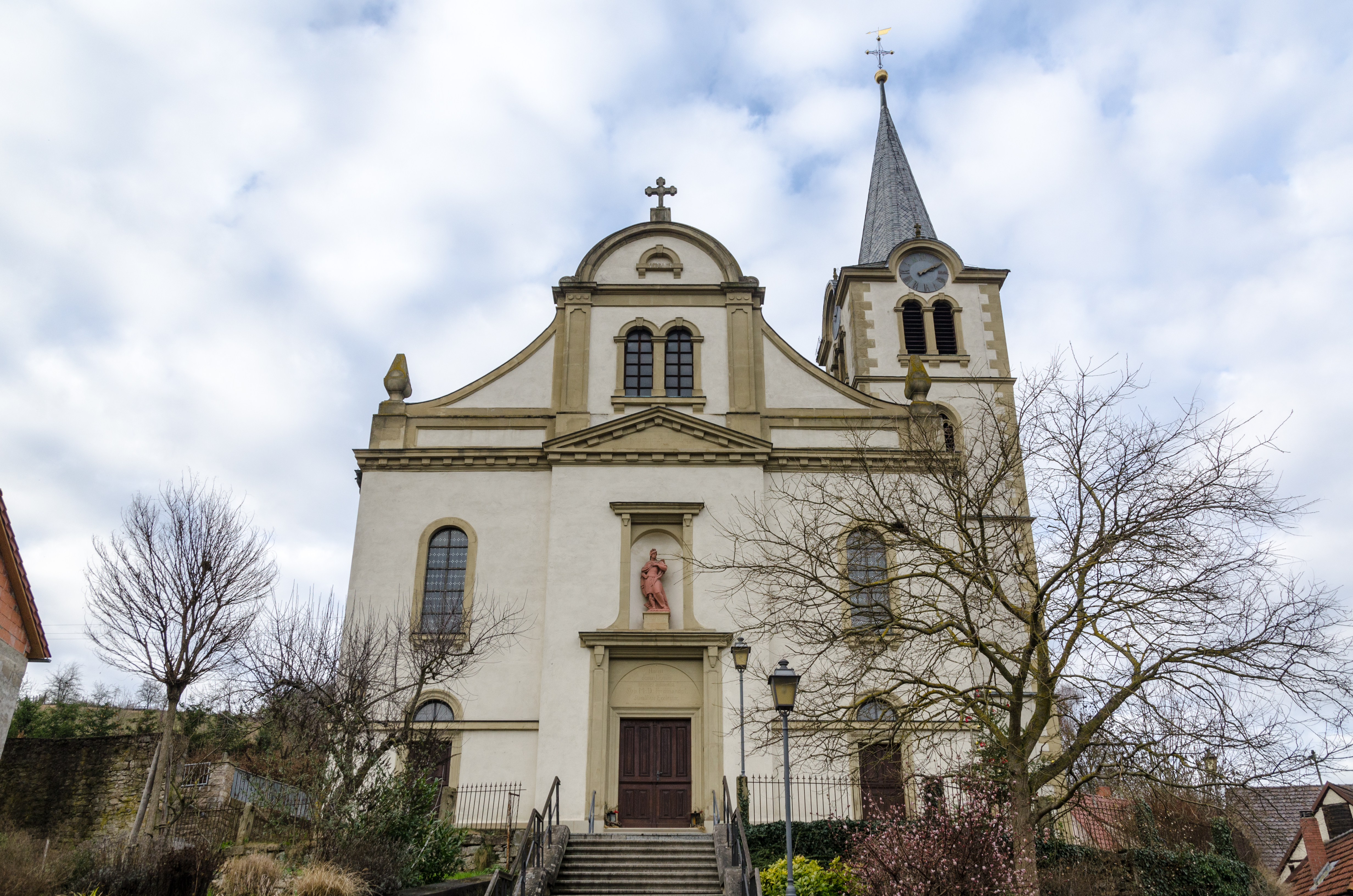
Die Kirche in Halsheim

Die römisch-katholische Filialkirche St. Sebastian ist die Dorfkirche von Halsheim, einem Ortsteil von Arnstein im unterfränkischen Landkreis Main-Spessart. Die Kirche gehört zu den Baudenkmälern von Arnstein und ist unter der Nummer D-6-77-114-190 in der Bayerischen Denkmalliste registriert. Halsheim ist ein Teil der Pfarreiengemeinschaft „Um Maria Sondheim“ im ehemaligen Dekanat Karlstadt (heute Dekanat Main-Spessart) des Bistums Würzburg.

## Geschichte
Halsheim war eine Filiale der Pfarrei Binsfeld. Ältester Bauteil der Kirche sind die im Jahr 1611 entstandenen unteren Geschosse des Kirchturms. Das Langhaus, der Chor und das oberste Geschoss des Kirchturms wurden im Jahr 1811 erbaut. Im Jahr 1885 fand ein Umbau der Kirche statt. Im Jahr 2012 erfolgte eine Innenrenovierung.

## Beschreibung
7Der rechteckig geschlossene Chor mit Tonnengewölbe befindet sich im Norden. Der Kirchturm mit spitzem Dach steht an der Ostseite des Langhauses. Die Schallfenster des 1811 aufgesetzten Obergeschosses bestehen aus doppelten Rundbögen; diejenigen darunter sind spitzbogig. Das flachgedeckte Langhaus besitzt an der Südseite einen geschwungenen Giebel. Die Fenster von Chor und Langhaus sind rundbogig.

## Ausstattung
Der Hochaltar wurde im Jahr 2012 neu gestaltet und mit einem Ölbild des 16. Jahrhunderts aus Norditalien ausgestattet; neben dem Hochaltar sind Figuren der Evangelisten Lukas und Markus angebracht. Im Chorbogen hängt ein Kruzifix. Beiderseits des Chorbogens sind Figuren der Muttergottes und des Johannes zu sehen. Die beiden Seitenaltäre sind wie die Kanzel zur Bauzeit im Stil des Klassizismus angefertigt. Am rechten Seitenaltar ist eine Figur des Kirchenpatrons Sebastian, am linken eine weitere Figur der Muttergottes aufgestellt.